# Décès en 1214
Décès
- 1210
- 1211
- 1212
- 1213
- 1214
- 1215
- 1216
- 1217
- 1218

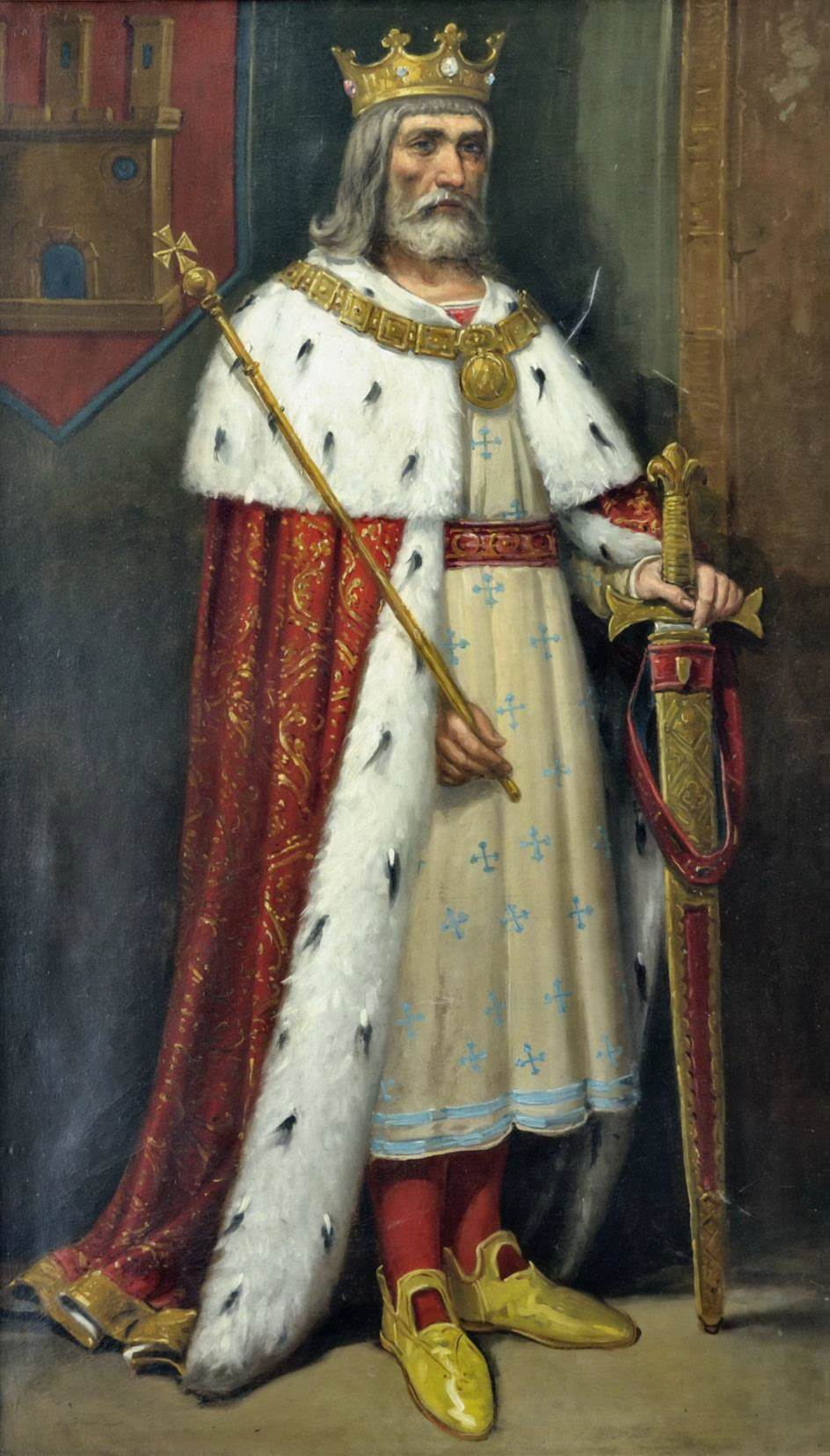
Alphonse VIII de Castille, mort en 1214.

Cette page dresse une liste de personnalités mortes au cours de l'année 1214 :
- 14 janvier : Rainier, évêque de Marseille.
- 13 février : Thiébaut Ier de Bar, comte de Bar et comte de Luxembourg.
- 11 mars : Hawise d'Aumale, comtesse d'Aumale et dame d'Holderness.
- fin avril : Henri V du Palatinat, comte palatin du Rhin titulaire.
- 27 juillet : Étienne de Longchamps, chevalier anglo-normand.
- 30 août : Pierre de Capoue, cardinal, philosophe scolastique, légat du pape.
- 14 septembre : Albert de Jérusalem,  ou Albert Avogadro, chanoine régulier, nommé évêque de Bobbio puis de Verceil avant d'être élu patriarche de Jérusalem.
- 6 octobre : Alphonse VIII de Castille[1], roi de Castille et de Tolède.
- 18 octobre : Jean de Gray, évêque de Norwich.
- 31 octobre : Aliénor d'Angleterre, princesse royale issue de la dynastie Plantagenêt puis reine de Castille.
- 4 décembre : Guillaume Ier le Lion, roi d'Écosse.
- 8 décembre : Sasaki Takatsuna, samouraï.

- Baudouin de Toulouse, noble français.
- David Ier de Trébizonde, coempereur de Trébizonde.
- Gaston VI de Béarn, vicomte de Béarn, de Gabardan et de Brulhois.
- Guillaume de Massa, noble italien qui est Juge de Cagliari et contrôle en partie l'île de Sardaigne.
- Guillaume de Tudèle, auteur de la première partie de la Chanson de la Croisade ou Cançon de la Crosada, un poème épique en occitan donnant un récit contemporain de la croisade contre les Cathares.
- Håkon Galin, prince  norvégien de la famille royale, Jarl et régent en 1204 puis prétendant au trône.
- Henri Ier Clément, maréchal de France.
- Kaya Alp, chef de la tribu seldjoukide Kayı.
- Michel IV Autorianos, patriarche de Constantinople.
- Vsevolod IV de Kiev, prince de Kiev.

date incertaine (vers 1214)
- Gilles Ier de Beaumetz, seigneur de Beaumetz et Bapaume.

## Crédit d'auteurs
- Cet article est partiellement ou en totalité issu de l'article intitulé « 1214 » (voir la liste des auteurs).